# Масарик Василь Степанович
Масарик Василь Степанович — український кінорежисер.
Народ. 19 лютого 1921 р. в с. Хотів Київської області в робітничій родині. Помер 1973 р. в Києві. Учасник німецько-радянської війни. Закінчив режисерський факультет Київського державного інституту театрального мистецтва ім. І. Карпенка-Карого (1947).
Працював у театрах, директором кінокартини на Київській студії науково-популярних фільмів, а з 1952 р. — на Київській кіностудії ім. О. П. Довженка. Режисер по дублюванню фільмів: «Урок історії», «Сім'я Ульянових», «Доля людини», «Красна площа», «Мертвий сезон» та ін.
Нагороджений орденом Червоної Зірки, медалями.